# Duboka (Kučevo)
Pour les articles homonymes, voir Duboka.
Duboka (en serbe cyrillique : Дубока) est un village de Serbie situé dans la municipalité de Kučevo, district de Braničevo. Au recensement de 2011, il comptait 875 habitants.

## Démographie

### Évolution historique de la population
| 1948  | 1953  | 1961  | 1971  | 1981  | 1991  | 2002  | 2011 |
| ----- | ----- | ----- | ----- | ----- | ----- | ----- | ---- |
| 1 909 | 1 963 | 1 932 | 1 723 | 1 804 | 1 646 | 1 110 | 875  |

|  |